# Liste der Kulturdenkmäler in Gerhardsbrunn
In der Liste der Kulturdenkmäler in Gerhardsbrunn sind alle Kulturdenkmäler der rheinland-pfälzischen Ortsgemeinde Gerhardsbrunn aufgeführt. Grundlage ist die Denkmalliste des Landes Rheinland-Pfalz (Stand: 21. Juli 2023).

## Denkmalzonen
| Bezeichnung          | Lage                    | Baujahr         | Beschreibung | Bild |
| -------------------- | ----------------------- | --------------- | --- | ---- |
| Denkmalzone Friedhof | Adam-Müller-Straße Lage | 19. Jahrhundert | Inschriftstele, um 1829; Rotsandstein-Obelisk auf Unterbau, um 1839; Marmorgrabmal, um 1879; Rotsandstein-Obelisk, um 1830; Stele mit Urnenaufsatz, 1830 | BW   |

## Einzeldenkmäler
| Bezeichnung            | Lage                                  | Baujahr                     | Beschreibung | Bild |
| ---------------------- | ------------------------------------- | --------------------------- | --- | ---- |
| Protestantische Kirche | Adam-Müller-Straße 2/4 Lage           | 1825                        | klassizistischer Kombinationsbau mit ehemaligem Schulhaus (jetzt Dorfgemeinschaftshaus), bezeichnet 1825, nach Kriegszerstörung 1954 auf den alten Grundmauern wieder errichtet                  | BW   |
| Hofanlage              | Adam-Müller-Straße 14/14a Lage        | 1733                        | Dreiseithof; barockes Fachwerkhaus, teilweise verschiefert, wohl von 1733, Scheunen, bezeichnet 1859 und 1869                                                                                    | BW   |
| Hofanlage              | Adam-Müller-Straße 22 Lage            | 18. Jahrhundert             | Hofanlage; Wohnhaus, teilweise Fachwerk, im Kern vielleicht noch aus dem 18. Jahrhundert, vor der Mitte des 19. Jahrhunderts überformt; Scheune, zweite Hälfte des 19. Jahrhunderts; Hofpflaster | BW   |
| Hofanlage              | Adam-Müller-Straße 27/27a Lage        | Anfang des 19. Jahrhunderts | Dreiseithof, im Kern vom Anfang des 19. Jahrhunderts | BW   |
| Scharrmühle            | südöstlich des Ortes an der K 67 Lage | 1862                        | Vierseitanlage; Krüppelwalmdachbau, bezeichnet 1862 | BW   |